# Саваи, Мику
Мику Саваи (яп. 沢井 美空 Саваи Мику, род. 16 сентября 1993, Осака) — японская певица и автор песен, сотрудничающая с компанией Sony Music Records. Начала свою карьеру в 2011 году с выпуском сингла «Atashi, Kyō, Shitsuren Shimashita.». Музыка Саваи использовалась в ряде аниме-сериалов, среди которых Kimi to Boku, Kill la Kill, Akame ga Kill! и Saenai Heroine no Sodatekata.

## Биография
В первое время учёбы в начальной школе Саваи написала несколько стихотворений, а после того, как в старшей школе она стала поклонницей певицы Yui, решила стать автором-исполнителем. В 2009 году она участвовала в прослушивании, проводимом компанией Sony Music Records, в результате чего её пригласили в Токио. Саваи записала четыре песни на студии Sony Music, и ей был предложен контракт, пока она ещё училась в старшей школе. В 2011 году она совершила музыкальный дебют, выпустив 11 мая сингл «Atashi, Kyō, Shitsuren Shimashita.», который занял 110-е место в еженедельном чарте Oricon. Из-за карьеры певицы Саваи пришлось перевестись в токийскую старшую школу для продолжения обучения. 11 ноября 2011 года она выпустила второй сингл под названием «Nakimushi.», который стал финальной темой аниме-сериала Kimi to Boku. В 2012 году Саваи выпустила два сингла: «Sotsugyō Memories (Sayonara, Anata.)» и «Yubiwa (Atashi, Kyō, Kekko Shimasu.)».
Первый альбом певицы под названием Sentimental. вышел 5 июня 2013 года. Вскоре она выпустила сингл «Gomen ne Iiko ja Irarenai.», ставший первой закрывающей композицией аниме Kill la Kill. Он достиг 37-го места в еженедельном чарте Oricon. 13 августа 2014 года Саваи выпустила сингл «Konna Sekai, Shiritakunakatta.», который использовался в качестве первой финальной темы аниме Akame ga Kill!. Её следующий сингл «Colorful.» использовался в качестве закрывающей композиции аниме Saenai Heroine no Sodatekata. Он вышел 28 января 2015 года и занял 32-е место в еженедельном чарте Oricon.
Второй альбом певицы Yūutsu Biyori. был выпущен 25 марта 2015 года. Она выпустила свой восьмой сингл «WAKE ME UP!» 2 марта 2016 года. Его заглавная песня стала музыкальной темой церемонии Sugoi Japan Award 2016, а трек «Tsukiakari» (яп. 月灯り) является кавер-версией песни Соры Амамии, которую Саваи первоначально написала для неё.

## Дискография

### Синглы
| Дата выхода     | Сингл                                                                         | Высшие позиции в чартах Oricon |
| --------------- | ----------------------------------------------------------------------------- | ------------------------------ |
| 11 мая 2011     | «Atashi, Kyō, Shitsuren Shimashita.» (あたし、今日、失恋しました。)           | 110                            |
| 16 ноября 2011  | «Nakimushi.» (なきむし。)                                                     | 67                             |
| 14 марта 2012   | «Sotsugyō Memories (Sayonara, Anata.)» (卒業メモリーズ〜サヨナラ、あなた。〜) | —                              |
| 7 ноября 2012   | «Yubiwa (Atashi, Kyō, Kekko Shimasu.)» (指輪〜あたし、今日、結婚します。〜)   | 69                             |
| 13 ноября 2013  | «Gomen ne Iiko ja Irarenai.» (ごめんね、いいコじゃいられない。)               | 37                             |
| 13 августа 2014 | «Konna Sekai, Shiritakunakatta.» (こんな世界、知りたくなかった。)             | 49                             |
| 28 января 2015  | «Colorful.» (カラフル。)                                                      | 32                             |
| 2 марта 2016    | «WAKE ME UP!»                                                                 | 99                             |

### Альбомы
| Дата выхода   | Альбом                          | Высшие позиции в чартах Oricon |
| ------------- | ------------------------------- | ------------------------------ |
| 5 июня 2013   | Sentimental. (センチメンタル。) | 185                            |
| 25 марта 2015 | Yūutsu Biyori. (憂鬱日和。)     | 198                            |